# العلاقات الأذربيجانية اللوكسمبورغية
العلاقات الأذربيجانية اللوكسمبورغية هي العلاقات الثنائية التي تجمع بين أذربيجان ولوكسمبورغ.

## مقارنة بين البلدين
هذه مقارنة عامة ومرجعية للدولتين:
| وجه المقارنة                                              | أذربيجان        | لوكسمبورغ                                                     |
| --------------------------------------------------------- | --------------- | ------------------------------------------------------------- |
| المساحة (كم2)                                             | 86.60 ألف       | 2.59 ألف                                                      |
| عدد السكان (نسمة)                                         | 10.00 مليون     | 599.45 ألف                                                    |
| الكثافة السكانية (ن./كم²)                                 | 115.47          | 231.45                                                        |
| العاصمة                                                   | باكو            | لوكسمبورغ                                                     |
| اللغة الرسمية                                             | اللغة الأذرية   | اللغة اللوكسمبورغية، لغة فرنسية، اللغة الألمانية              |
| العملة                                                    | مانات أذربيجاني | يورو، فرنك لوكسمبورغ                                          |
| الناتج المحلي الإجمالي (بليون دولار)                      | 40.75 مليار     | 62.40 مليار                                                   |
| الناتج المحلي الإجمالي (تعادل القوة الشرائية) بليون دولار | 171.56 مليار    | 58.13 مليار                                                   |
| الناتج المحلي الإجمالي الاسمي للفرد دولار أمريكي          | 5.50 ألف        | 101.45 ألف                                                    |
| الناتج المحلي الإجمالي للفرد دولار أمريكي                 | 17.52 ألف       | 101.93 ألف                                                    |
| مؤشر التنمية البشرية                                      | 0.751           | 0.892                                                         |
| رمز المكالمات الدولي                                      | +994            | +352                                                          |
| رمز الإنترنت                                              | .az             | .lu                                                           |
| المنطقة الزمنية                                           | ت ع م+04:00     | توقيت وسط أوروبا، ت ع م+01:00، ت ع م+02:00، أوروبا/لوكسمبورج ‏ |

## منظمات دولية مشتركة
يشترك البلدان في عضوية مجموعة من المنظمات الدولية، منها:
| علم المنظمة | اسم المنظمة                               | تاريخ انضمام أذربيجان | تاريخ انضمام لوكسمبورغ |
| ----------- | ----------------------------------------- | --------------------- | ---------------------- |
|             | الاتحاد البريدي العالمي                   | ?                     | ?                      |
|             | بنك التنمية الآسيوي                       | 1999                  | 2003                   |
|             | يونسكو                                    | 3 يونيو 1992          | 27 أكتوبر 1947         |
|             | البنك الدولي للإنشاء والتعمير             | 18 سبتمبر 1992        | 27 ديسمبر 1945         |
|             | وكالة ضمان الاستثمار متعدد الأطراف        | 23 سبتمبر 1992        | 29 أغسطس 1991          |
|             | الاتحاد الدولي للاتصالات                  | 10 أبريل 1992         | 2 مارس 1866            |
|             | منظمة الشرطة الجنائية الدولية             | ?                     | ?                      |
|             | مؤسسة التنمية الدولية                     | 31 مارس 1995          | 4 يونيو 1964           |
|             | مؤسسة التمويل الدولية                     | 11 أكتوبر 1995        | 4 أكتوبر 1956          |
|             | الأمم المتحدة                             | 2 مارس 1992           | 24 أكتوبر 1945         |
|             | منظمة الأمن والتعاون في أوروبا            | 30 يناير 1992         | 25 يونيو 1973          |
|             | مجلس أوروبا                               | 25 فبراير 2001        | ?                      |
|             | منظمة حظر الأسلحة الكيميائية              | ?                     | ?                      |
|             | المركز الدولي لتسوية المنازعات الاستشارية | 18 أكتوبر 1992        | 29 أغسطس 1970          |

## وصلات خارجية
- موقع وزارة الخارجية الأذربيجانية
- موقع وزارة الخارجية اللوكسمبورغية